# Prefontaine Classic 2022
Die Prefontaine Classic 2022 war eine Leichtathletik-Veranstaltung, die am 27. und 28. Mai 2022 im Hayward Field in Eugene im US-Bundesstaat Oregon stattfand und Teil der Diamond League war. Es war dies das dritte Meeting dieser Veranstaltungsreihe und war ein wichtiger Testwettkampf für die Weltmeisterschaften, die im Juli ebenfalls in diesen Stadion stattfinden sollen.

## Ergebnisse

### Männer

#### 100 m
| Platz | Athlet            | Land | Zeit (s)  |
| ----- | ----------------- | ---- | --------- |
| 1     | Trayvon Bromell   | USA  | 9,93      |
| 2     | Fred Kerley       | USA  | 9,98      |
| 3     | Christian Coleman | USA  | 10,04 SB  |
| 4     | Noah Lyles        | USA  | 10,05 =SB |
| 5     | Letsile Tebogo    | BOT  | 10,12     |
| 6     | Erriyon Knighton  | USA  | 10,14     |
| 7     | Kyree King        | USA  | 10,16     |
| 8     | Kenneth Bednarek  | USA  | 10,18     |
| 9     | Andre De Grasse   | CAN  | 10,21 SB  |

Wind: −0,2 m/s

#### 400 m
| Platz | Athlet               | Land | Zeit (s)        |
| ----- | -------------------- | ---- | --------------- |
| 1     | Michael Norman       | USA  | 43,60 WL DLR MR |
| 2     | Kirani James         | GRN  | 44,02 SB        |
| 3     | Matthew Hudson-Smith | GBR  | 44,35 NR        |
| 4     | Vernon Norwood       | USA  | 44,66           |
| 5     | Jereem Richards      | TTO  | 44,79 SB        |
| 6     | Michael Cherry       | USA  | 45,04           |
| 7     | Isaac Makwala        | BOT  | 45,35 SB        |
| 8     | Bryce Deadmon        | USA  | 45,35           |
| 9     | Kahmari Montgomery   | USA  | 46,04           |

#### Bowerman Mile
| Platz | Athlet                      | Land | Zeit (min) |
| ----- | --------------------------- | ---- | ---------- |
| 1     | Jakob Ingebrigtsen          | NOR  | 3:49,76 WL |
| 2     | Oliver Hoare                | AUS  | 3:50,65 PB |
| 3     | Timothy Cheruiyot           | KEN  | 3:50,77 SB |
| 4     | Abel Kipsang                | KEN  | 3:50,87 PB |
| 5     | Cole Hocker                 | USA  | 3:50,97 SB |
| 6     | Cooper Teare                | USA  | 3:51,70 PB |
| 7     | Jake Heyward                | GBR  | 3:51,99 PB |
| 8     | William Paulson             | CAN  | 3:52,42 PB |
| 9     | Charles Philibert-Thiboutot | CAN  | 3:53,82 SB |
| 10    | Ignacio Fontes              | ESP  | 3:54,38 PB |
| 11    | Filip Ingebrigtsen          | NOR  | 3:55,26 SB |
| 12    | Vincent Kibet Keter         | KEN  | 3:55,41 SB |
| 13    | Colin Sahlman               | USA  | 3:56,24 PB |
| 14    | Clayton Murphy              | USA  | 3:57,16 SB |
|       | Erik Sowinski               | USA  | DNF        |

#### 5000 m
| Platz                       | Athlet          | Land | Zeit (min)        |
| --------------------------- | --------------- | ---- | ----------------- |
| 1                           | Berihu Aregawi  | ETH  | 12:50,05 WL MR PB |
| 2                           | Samuel Tefera   | ETH  | 13:06,86 SB       |
| 3                           | Selemon Barega  | ETH  | 13:07,30 SB       |
| 4                           | Mohammed Ahmed  | CAN  | 13:07,85 SB       |
| 5                           | Getnet Wale     | ETH  | 13:11,68 SB       |
| 6                           | Matthew Ramsden | AUS  | 13:17,11 SB       |
| 7                           | Brett Robinson  | AUS  | 13:21,59 SB       |
| 8                           | Sam Parsons     | GER  | 13:21,85          |
| 9                           | George Beamish  | NZL  | 13:29,88 PB       |
| 10                          | Richard Yator   | KEN  | 13:31,88          |
| 11                          | Luis Grijalva   | GUA  | 13:36,93 SB       |
|                             | Paul Chelimo    | USA  | DNF               |
| Bethwell Birgen (Pacemaker) | KEN             | DNF  |                   |
| Craig Nowak (Pacemaker)     | USA             | DNF  |                   |

#### 400 m Hürden
| Platz | Athlet            | Land | Zeit (s) |
| ----- | ----------------- | ---- | -------- |
| 1     | Alison dos Santos | BRA  | 47,23 WL |
| 2     | Khallifah Rosser  | USA  | 48,10 PB |
| 3     | Quincy Hall       | USA  | 48,10 PB |
| 4     | Carl Bengtström   | SWE  | 48,52 PB |
| 5     | Rasmus Mägi       | EST  | 48,66 SB |
| 6     | CJ Allen          | USA  | 48,76 SB |
| 7     | Jaheel Hyde       | JAM  | 50,38    |
| 8     | Kemar Mowatt      | JAM  | 50,81    |

#### Stabhochsprung
| Platz | Athlet              | Land | Höhe (m) |
| ----- | ------------------- | ---- | -------- |
| 1     | Armand Duplantis    | SWE  | 5,91 SB  |
| 2     | Christopher Nilsen  | USA  | 5,81     |
| 3     | Sondre Guttormsen   | NOR  | 5,81 =NR |
| 4     | KC Lightfoot        | USA  | 5,71 SB  |
| 5     | Jacob Wooten        | USA  | 5,71     |
| 6     | Clayton Fritsch     | USA  | 5,61     |
| 7     | Renaud Lavillenie   | FRA  | 5,41 SB  |
|       | Valentin Lavillenie | FRA  | NMH      |

#### Kugelstoßen
| Platz | Athlet       | Land | Weite (m) |
| ----- | ------------ | ---- | --------- |
| 1     | Ryan Crouser | USA  | 23,02 WL  |
| 2     | Joe Kovacs   | USA  | 22,49 SB  |
| 3     | Tomas Walsh  | NZL  | 21,96 SB  |
| 4     | Darrell Hill | USA  | 21,84 SB  |
| 5     | Zane Weir    | ITA  | 20,92     |
| 6     | Nick Ponzio  | ITA  | 20,87     |

### Frauen

#### 100 m
| Platz | Athletin              | Land | Zeit (s)  |
| ----- | --------------------- | ---- | --------- |
| 1     | Elaine Thompson-Herah | JAM  | 10,79 SB  |
| 2     | Sha’Carri Richardson  | USA  | 10,92 SB  |
| 3     | Shericka Jackson      | JAM  | 10,92 SB  |
| 4     | Dina Asher-Smith      | GBR  | 10,98 SB  |
| 5     | Twanisha Terry        | USA  | 10,98     |
| 6     | Marie-Josée Ta Lou    | CIV  | 11,07 =SB |
| 7     | Mujinga Kambundji     | SUI  | 10,11 SB  |
| 8     | Teahna Daniels        | USA  | 11,13 SB  |
| 9     | Briana Williams       | JAM  | 11,20     |

Wind: +0,7 m/s

#### 800 m
| Platz | Athletin                      | Land | Zeit (min) |
| ----- | ----------------------------- | ---- | ---------- |
| 1     | Keely Hodgkinson              | GBR  | 1:57,72 WL |
| 2     | Ajeé Wilson                   | USA  | 1:58,06 SB |
| 3     | Raevyn Rogers                 | USA  | 1:58,44 SB |
| 4     | Natoya Goule                  | JAM  | 1:59,39 SB |
| 5     | Sage Hurta                    | USA  | 1:59,59 PB |
| 6     | Halimah Nakaayi               | UGA  | 1:59,94 SB |
| 7     | Allie Wilson                  | USA  | 2:00,15    |
| 8     | Jemma Reekie                  | GBR  | 2:00,53 SB |
| 9     | Michaela Meyer                | USA  | 2:01,31 SB |
|       | Kendra Chambers (Pacemakerin) | USA  | DNF        |

#### 1500 m
| Platz                          | Athletin                 | Land | Zeit (min)    |
| ------------------------------ | ------------------------ | ---- | ------------- |
| 1                              | Faith Kipyegon           | KEN  | 3:52,59 WL MR |
| 2                              | Gudaf Tsegay             | ETH  | 3:54,21 SB    |
| 3                              | Gabriela DeBues-Stafford | CAN  | 3:58,62 SB    |
| 4                              | Sinclaire Johnson        | USA  | 3:58,85 PB    |
| 5                              | Jessica Hull             | AUS  | 3:59,31 SB    |
| 6                              | Elle Purrier St. Pierre  | USA  | 3:59,68 SB    |
| 7                              | Freweyni Hailu           | ETH  | 3:59,97 SB    |
| 8                              | Winnie Nanyondo          | UGA  | 4:00,25 SB    |
| 9                              | Cory McGee               | USA  | 4:00,34 PB    |
| 10                             | Gaia Sabbatini           | ITA  | 4:01,93 PB    |
| 11                             | Laura Muir               | GBR  | 4:04,45       |
| 12                             | Aurore Fleury            | FRA  | 4:05,80 SB    |
| 13                             | Josette Norris           | USA  | 4:06,13 SB    |
| 14                             | Tigist Ketema            | ETH  | 4:06,59 SB    |
| 15                             | Nozomi Tanaka            | JPN  | 4:07,43       |
|                                | Shannon Osika            | USA  | DNF           |
| Angel Piccirillo (Pacemakerin) | USA                      | DNF  |               |

#### 3000 m Hindernis
| Platz | Athletin                            | Land | Zeit (min) |
| ----- | ----------------------------------- | ---- | ---------- |
| 1     | Norah Jeruto                        | KAZ  | 8:57,97 WL |
| 2     | Winfred Mutile Yavi                 | BHR  | 8:58,71 PB |
| 3     | Mekides Abebe                       | ETH  | 9:03,26 SB |
| 4     | Peruth Chemutai                     | UGA  | 9:05,54 SB |
| 5     | Werkuha Getachew                    | ETH  | 9:07,81 PB |
| 6     | Celliphine Chepteek Chespol         | KEN  | 9:10,17 SB |
| 7     | Jackline Chepkoech                  | KEN  | 9:15,97 PB |
| 8     | Emma Coburn                         | USA  | 9:18,19 SB |
| 9     | Courtney Frerichs                   | USA  | 9:20,96 SB |
| 10    | Katie Rainsberger                   | USA  | 9:32,13 SB |
|       | Rosefline Chepngetich (Pacemakerin) | KEN  | DNF        |

#### Hochsprung
| Platz | Athletin              | Land | Höhe (m) |
| ----- | --------------------- | ---- | -------- |
| 1     | Jaroslawa Mahutschich | UKR  | 2,00 WL  |
| 2     | Vashti Cunningham     | USA  | 1,93     |
| 3     | Nadeschda Dubowizkaja | KAZ  | 1,93 SB  |
| 4     | Iryna Heraschtschenko | UKR  | 1,90 =SB |
| 5     | Nicola Olyslagers     | AUS  | 1,90     |
| 5     | Elena Vallortigara    | ITA  | 1,90     |
| 7     | Emily Borthwick       | GBR  | 1,80 =SB |
| 7     | Julija Lewtschenko    | UKR  | 1,80 SB  |
|       | Airinė Palšytė        | LTU  | NMH      |

#### Weitsprung
| Platz | Athletin       | Land | Weite (m) |
| ----- | -------------- | ---- | --------- |
| 1     | Khaddi Sagnia  | SWE  | 6,95 PB   |
| 2     | Ese Brume      | NGR  | 6,82 SB   |
| 3     | Tara Davis     | USA  | 6,73 SB   |
| 4     | Quanesha Burks | USA  | 6,70      |
| 5     | Ivana Vuleta   | SRB  | 6,40      |
| 6     | Rhesa Foster   | USA  | 6,16 SB   |
|       | Lorraine Ugen  | GBR  | NM        |

#### Diskuswurf
| Platz | Athletin         | Land | Weite (m) |
| ----- | ---------------- | ---- | --------- |
| 1     | Valarie Allman   | USA  | 68,35     |
| 2     | Sandra Perković  | CRO  | 65,50     |
| 3     | Kristin Pudenz   | GER  | 62,58     |
| 4     | Liliana Cá       | POR  | 61,74     |
| 5     | Laulauga Tausaga | USA  | 61,45     |
| 6     | Rachel Dincoff   | USA  | 60,99     |
| 7     | Jade Lally       | GBR  | 59,76     |
| 8     | Daisy Osakue     | ITA  | 58,60     |